# Olej silnikowy

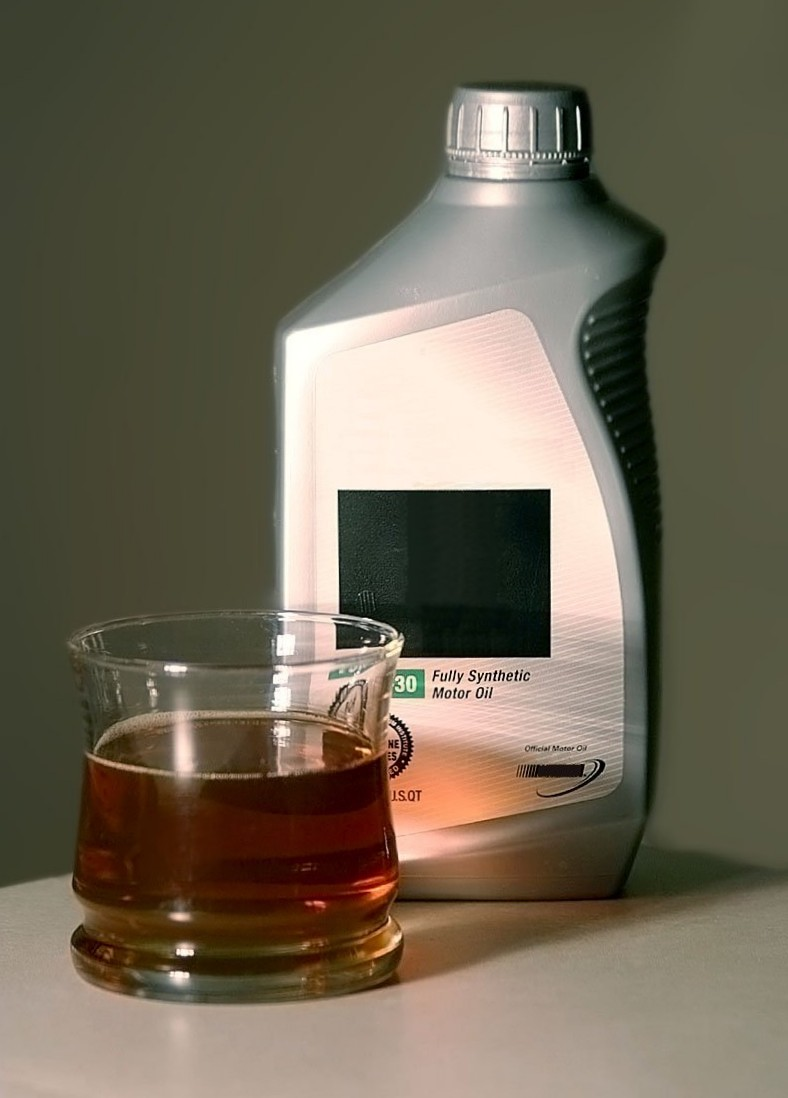
Przykład syntetycznego oleju silnikowego

Olej silnikowy – czynnik smarujący w silnikach spalinowych. Podstawowymi składnikami olei silnikowych są frakcje destylacji ropy naftowej wrzące w temperaturze 350–500 °C lub syntetyczne ich odpowiedniki.
Oleje silnikowe posiadają szereg dodatków polepszających ich właściwości:
- dodatki przeciwkorozyjne – w celu zmniejszenia korozyjnego wpływu oleju na elementy silnika
- dodatki przeciwutleniające – w celu spowolnienia procesu starzenia się oleju
- dodatki obniżające temperaturę krzepnięcia
- dodatki powiększające smarność
- dodatki obniżające temperaturę pienienia się oleju
- dodatki dyspersyjne utrzymujące zanieczyszczenia w jednorodnej zawiesinie

Podstawowym kryterium doboru oleju do silnika jest strefa klimatyczna, w jakiej będzie pracować samochód.

## Bazy i rodzaje olejów
Amerykański Instytut Nafty (American Petroleum Institute – API) wprowadził podział baz, z jakich produkowane są oleje, na 5 grup:
- Grupa I – produkty destylacji ropy naftowej (obecnie już praktycznie nie stosowane poza specjalnymi olejami dla starych silników);
- Grupa II – destylaty ropy naftowej poddane uszlachetnianiu (czasami wyróżnia się Grupę II+ oznaczającą produkty z grupy II o podwyższonej jakości);
- Grupa III – destylaty ropy naftowej poddane rozbudowanemu uszlachetnianiu na czele z kilkakrotnym krakingiem w obecności wodoru (czasami wyróżnia się Grupę III+ oznaczającą produkty z grupy III o podwyższonej jakości);
- Grupa IV – krótkołańcuchowce poliolefiny (ang. polyalphaolefins – PAO) otrzymywane drogą syntezy chemicznej;
- Grupa V – pozostałe bazy olejowe otrzymywane drogą syntezy chemicznej; najczęściej stosowane są oleje poliestrowe (ang. polyoester – POE).

Oleje złożone z baz należących do grupy I i II (z ewentualnym niewielkim dodatkiem innych baz) nazywane są olejami mineralnymi.
Oleje złożone z baz należących do grupy I i II oraz baz grup wyższych w określonej ilości nazywane są olejami półsyntetycznymi. O zaliczeniu oleju do półsyntetyków decyduje minimalna zawartość baz grup III, IV i V w bazie oleju (baz dodatków) zależna od norm obowiązujących w danym kraju – zazwyczaj jest to 25% lub 30%; oznacza to, że jest możliwa sytuacja, że olej zawierający w swej bazie 74% grupy II i 26% grupy III w jednym kraju zostanie zaliczony do półsyntetycznych (min. 25%), a w innych do mineralnych (min. 30%).
Oleje syntetyczne to oleje zawierające bazy grupy III, IV i V. W niektórych krajach (Niemcy i Japonia) oleje syntetyczne mogą zawierać tylko bazy z grup IV i V z ograniczoną ilością bazy grupy III (do 20%), a oleje zawierające bazy grupy III w większej ilości muszą być nazywane olejami w technologii syntetycznej (lub podobnie). W innych krajach natomiast wszystko zależy od polityki konkretnego producenta, jak będzie nazywał swoje produkty (tzn. czy będzie rozróżniał oleje z bazami grupy III od tych z bazami grupy IV i V). Oleje zawierające same bazy grupy IV albo V są dostępne tylko do celów specjalnych. Zazwyczaj stosuje się mieszaniny z przewagą jednej lub drugiej grupy (grupa IV jest trwalsza, a grupa V lepiej rozpuszcza dodatki).

## Klasyfikacje olejów
Aby umożliwić porównywanie między sobą różnych olejów silnikowych, zostały opracowane systemy ich klasyfikacji. Klasyfikacje ulegają ciągłym modyfikacjom, wraz z pojawianiem się nowych rozwiązań w budowie silników oraz nowych technologii.
Można wyróżnić następujące klasyfikacje:
- Klasyfikacje lepkościowe dla olejów silnikowych
  - Klasyfikacja SAE (Society of Automotive Engineers)
- Klasyfikacje jakościowe dla olejów silnikowych
  - klasyfikacja według ACEA – klasyfikacja europejska
  - klasyfikacja według API – cywilna klasyfikacja amerykańska
  - klasyfikacja według ILSAC – klasyfikacja Międzynarodowego Komitetu Standardów i Aprobat Środków Smarnych
  - klasyfikacje według producentów silników, np. Mercedes-Benz (MB), Volkswagen (VW), Volvo, MAN, Ford, Japanese Automotive Standards Organization(inne języki) (JASO) itp.

### Klasyfikacja lepkościowa olejów silnikowych
Na opakowaniu każdego oleju silnikowego można znaleźć oznaczenie lepkości według SAE (Society of Automotive Engineers). Klasyfikacja SAE dzieli oleje na podstawie parametrów użytkowych. SAE wyróżnia 14 klas lepkości:
- 6 klas zimowych oznaczonych liczbą i literą W: 0W, 5W, 10W, 15W, 20W, 25W;
- 8 klas letnich: 8, 12, 16, 20, 30, 40, 50, 60.

Klasy zimowe ustalone są według następujących czynników:
- maksymalna lepkość, jaką osiągnąć może olej w danej ujemnej temperaturze
- graniczna temperatura pompowalności
- minimalna lepkość w temperaturze 100 °C

Klasy letnie klasyfikowane są według czynników:
- minimalna lepkość w temperaturze 100 °C
- maksymalna lepkość w temperaturze 100 °C
- minimalna lepkość w temperaturze 150 °C i obciążeniu ścinającym równym 106 1/s (HTHS, ang. High Temperature High Shear)

W przypadku olejów całorocznych muszą być spełnione kryteria dotyczące części letniej i zimowej.
Symbole liczbowe nie mają żadnego związku z rodzajem oleju. W przypadku olejów syntetycznych z bazami grupy IV i V występują oleje zarówno 0W20, jak i 25W50, tak samo w przypadku olejów mineralnych występują w zakresie lepkości takim samym jak syntetyczny. Potoczne odczytywanie olejów np. 5W40 jako syntetyczny, 20W50 jako mineralny jest błędem, gdyż klasa lepkości nie mówi nic o tym, z jakiej grupy bazowej pochodzi.
Klasy letnie 8 i 12 dotyczą olejów do silników, które mają być skonstruowane w przyszłości. 
W chwili obecnej wykorzystywane są oleje w klasie lepkości 0w16.

### Klasyfikacja jakościowa olejów silnikowych według Amerykańskiego Instytutu Nafty (API)
Klasyfikacja ta wyróżnia normy olejów dla silników benzynowych oznaczane literą „S” i silników Diesla oznaczane literą „C”. Po literze oznaczającej typ silnika umieszczana jest druga litera oznaczająca normę właściwą (im dalsza litera alfabetu, tym norma wyższa i nowsza), a w przypadku silników dieslowskich dodatkowo umieszczana jest cyfra oznaczająca podnormę. Najnowsze obowiązujące obecnie normy to SP i CJ-4.
Między normami API istnieje ograniczona kompatybilność. Zastosowanie oleju o normie niższej niż ta, do jakiej zaprojektowany został silnik, jak np. oleju SM lub SL w silniku zaprojektowanym do SN, może prowadzić do jego (silnika) przedwczesnego zużycia, a nawet uszkodzenia. Natomiast można stosować olej o normie wyższej do silników zaprojektowanych do najbliższych niższych norm (np. SN w silniku do SM i SL). W przypadku jednak stosowania np. oleju SN w silniku zaprojektowanym do SA, też może dojść do uszkodzenia silnika – dlatego też nadal produkowane są oleje spełniające starsze normy do użytku w starszych silnikach.
Producent oleju na podstawie parametrów produktu i norm, podaje na opakowaniu, jaką normę API spełnia dany olej. Ponadto możliwe jest przedstawienie oleju do przebadania przez API – oleje takie posiadają na opakowaniu znak z powodu kształtu zwany obwarzankiem zawierający informację o normie API i lepkości SAE.

### Klasyfikacja jakościowa olejów silnikowych według Międzynarodowego Komitetu Standardów i Aprobat Środków Smarnych (International Lubricant Standardization and Approval Committee–ILSAC)
Klasyfikacja ta wywodzi się z klasyfikacji API. Normy ILSAC dla olejów silnikowych oznaczane są literami „GF” i cyframi oznaczającymi kolejną normę. Obecnie obowiązuje norma GF-5. Oleje spełniające tę normę muszą spełniać wszystkie wymogi normy API SN oraz dodatkowe wymogi normy GF-5 (podobna zależność istniała pomiędzy normami SM i GF-4 oraz SL i GF-3). Kompatybilność pomiędzy normami ILSAC jest taka, jak pomiędzy normami API.
Planowane jest wprowadzenie nowej specyfikacji GF-6, która ma dzielić się na dwie podspecyfikacje: GF-6A i GF-6B — główną różnicą jest to, że GF-6B ma spełniać wymóg dotyczący niższej wartości parametru HTHS, co uniemożliwia spełnienie wymogu dotyczącego kompatybilności wstecznej ze specyfikacją GF-5 (spełniony dla podspecyfikacji GF-6A).
Producent oleju na podstawie parametrów produktu i norm, podaje na opakowaniu, jaką normę ILSAC spełnia dany olej (jeśli ją spełnia). Ponadto możliwe jest przedstawienie oleju do przebadania przez API – oleje takie posiadają na opakowaniu znak z powodu kształtu zwany słoneczkiem zawierający (wraz z otoczeniem) informację o normach ILSAC i API oraz lepkości SAE.

### Klasyfikacja jakościowa olejów silnikowych wedługStowarzyszenia Europejskich Producentów Samochodów (Association des Constructeurs Européens d’Automobiles–ACEA)(inne języki)
Klasyfikacja ta wyróżnia normy olejów dla silników benzynowych oznaczane literą „A”, silników Diesla w samochodach osobowych oznaczane literą „B”, silników dieslowskich w samochodach osobowych wyposażonych w DPF (i silnikach benzynowych wymagających olejów o niskiej lub średniej zawartości popiołów siarczanowych – lowSAPS i midSAPS) oznaczane literą „C” i silników Diesla w samochodach ciężarowych oznaczane literą „E”. Po literze oznaczającej rodzaj silnika umieszczana jest cyfra oznaczająca określoną grupę silników, w jakich dany olej może być stosowany. Lista obecnie obowiązujących norm (obecnie wymogi norm A i B są identyczne, więc oleje oznaczane są obydwoma literami; cyfra 2 dla olei A i B oraz niektóre cyfry dla olei E nie są obecnie stosowane – cyfra 3 oznacza automatycznie cyfrę 2, podobne zależności są wśród olejów do ciężarówek):
- A1/B1 – energooszczędne oleje o przedłużonej trwałości do silników o „ciasnym spasowaniu” (nowe samochody japońskie i amerykańskie);
- A3/B3 – oleje do silników o „luźnym spasowaniu” (samochody europejskie oraz starsze samochody japońskie i amerykańskie) poza silnikami wysokoprężnymi z bezpośrednim wtryskiem paliwa;
- A3/B4 – oleje do silników o „luźnym spasowaniu” wraz z silnikami wysokoprężnymi z bezpośrednim wtryskiem paliwa;
- A5/B5 – energooszczędne oleje o przedłużonej trwałości do wysokowydajnych silników o „ciasnym spasowaniu”;
- C1 – oleje do silników wymagających lowSAPS i niższego indeksu lepkości wysokotemperaturowej (HTHS);
- C2 – oleje do silników wymagających midSAPS i niższego indeksu lepkości wysokotemperaturowej (HTHS);
- C3 – oleje do silników wymagających midSAPS i wyższego indeksu lepkości wysokotemperaturowej (HTHS);
- C4 – oleje do silników wymagających lowSAPS i wyższego indeksu lepkości wysokotemperaturowej (HTHS);
- E4, E6, E7 i E9 – klasyfikacja uzależniona jest przede wszystkim od spełnianych przez pojazd norm emisji spalin oraz interwałów wymiany oleju.

Zaletą norm ACEA są bardzo rozbudowane i restryktywne kryteria przydziału olejów do poszczególnych grup (ściślejsze i dokładniejsze niż w klasyfikacjach API i ILSAC), a wadą bardzo skomplikowane reguły kompatybilności. W uproszczeniu:
- olej A3/B3 może zostać zastąpiony przez A3/B4;
- wymogi norm A1/B1 i A5/B5 są identyczne poza jednym parametrem (HTHS, który dla A1/B1 ma szerszy zakres niż dla A5/B5), więc większość olejów spełnia obie normy (tylko nieliczne niskolepkościowe oleje A1/B1 nie spełniają normy A5/B5);
- wśród olejów z grupy C olej lowSAPS może zastąpić olej midSAPS o tej samej grupie HTHS.

Problemom z kompatybilnością mogą zaradzać producenci, podając na opakowaniach listę wszystkich grup ACEA, gdzie dany olej może być stosowany, ale nie zawsze to czynią w pełni, co może poważnie utrudniać dobór oleju.